# 李骏 (数学家)
李骏（1961年3月30日—），中国数学家，目前是复旦大学上海数学中心教授、斯坦福大学数学名誉教授。 他主要研究代数几何中的模空间及其在数学物理、几何和拓扑中的应用。

## 生平
李骏出生於上海，其父親是一個工廠的支部書記，曾在上海輕工業局食品工業公司中共黨委工作，文化水平為初中；母親是地段醫院的中共黨支部書記，文化水平為小學。1978年李骏毕业于上海市鲁迅中学。曾奪得上海市中學生數學競賽第一名。後來又因為奪得首届全国中学生数学竞赛第一名的緣故，所以他不用參加普通高等学校招生全国统一考试就被复旦大学直接錄取。他分别于1982年和1984年獲得复旦大学数学学士学位和硕士学位。他的復旦究生導師是胡和生。 1989年又獲得哈佛大学博士学位，他的哈佛博士生導師是丘成桐。 
後來李骏在加州大学洛杉矶分校做了三年的博士后。1995年后从事Gromov-Witten不变量的代数几何研究。1998年，李骏成为斯坦福大学数学系教授。2011年底，李骏參與籌建上海数学中心。2019年，李骏回到复旦大学担任上海数学中心首席教授兼上海数学中心主任。

## 奖项
他於2001年获得了晨兴数学奖。2021年11月18日當選中国科学院院士。